# 亀井文平
亀井 文平（かめい ぶんぺい、1883年（明治16年）4月 - 1937年（昭和12年）3月18日）は、日本の商人（石油商）、実業家。亀井商店（現カメイ）初代社長。塩釜ガス監査役。

## 人物
岩手県江刺郡伊手村（現奥州市）出身。亀井四郎治の長男。宮城県仙台市の雑貨商に奉公する。1903年、宮城県塩竈（塩釜）で石油、雑貨、砂糖、洋粉等の販売業を始める。1934年、先代四郎治の退隠により家督を相続する。住所は宮城県宮城郡塩竈町（現塩竈市）。塩竈市宮町に亀井の邸宅がある。

## 家族・親族
亀井家
- 父・四郎治（1861年 - ?、亀井商店取締役）[1][3]
- 妹
  - フミ（1893年 - ?、宮城、澤口悟一の妻）[1]
  - ヨシ（1895年 - ?、宮城、伊藤清治郎の妻）[1]
- 妻・ヤス（1889年 - ?、岩手、小澤平太郎の姪）[1]
- 養子
  - 運蔵（1901年 - 1980年、養子タマの夫[1]、亀井商店2代目社長[4]）
  - タマ（1903年 - ?、養子運蔵の妻、父・四郎治の三女）[1]